# Mossatjärnen (Jörns socken, Västerbotten)
Mossatjärnen är en sjö i Skellefteå kommun i Västerbotten och ingår i Byskeälvens huvudavrinningsområde.